# Natrijev klorid
Natrijev klorid, (NaCl), je natrijeva sol klorovodične kiseline.

## Svojstva i rasprostranjenost
Dolazi u obliku prozirnih kristala dobro topljivih u vodi, relativne molekulske mase 58,4 u.
Privlačne sile među ionima u kristalnoj rešetki su jake, te zbog jake ionske veze između iona natrija i klora, temperatura tališta mu je relativno visoko 801 °C i vrelišta 1465 °C.
U prirodi je vrlo rasprostranjen i najrašireniji je spoj natrija, a njegov najvažniji izvor je morska voda u kojoj mu je maseni udio oko 2,8 - 3%. U Zemljinoj kori nalazi se u naslagama kao kamena sol, halit, a u manjim količinama ima ga u svakom tlu.
Čist natrijev klorid je bezbojni ionski kristal slana okusa. Kristalizira u kubičnom sustavu. Građevne jedinice kristalne strukture su natrijevi i kloridni ioni. Kristal je sastavljen od plošno centriranih struktura natrijevih i kloridnih iona međusobno pomaknutih za polovicu duljine brida elementarne ćelije. Koordinacijski broj natrijevog i kloridnog iona je šest. Za takav je koordinacijski broj najčešći oktaedarski prostorni raspored iona.
Kuhinjska sol, kristalizira u bezbojnim kockicama, nekad u oktaedrima.
Sniženje ledišta ovisi o udjelu otopljene tvari u otopini; w(NaCl) 10 % otopina ima ledište od -7,4°C, a 20%-tna otopina NaCl-a ima ledište -14,5°C. Pri nižim temperaturama (-10°C) iz vodenih otopina izlučuje se u obliku dihidrata (NaClx2H2O) koji pri 0,15°C prelazi u bezvodnu sol.
Natrijev klorid (upotrijebljena kao kuhinjska sol), je često vlažna zbog prisustva magnezijeva klorida (MgCl) ili magnezijeva sulfata (MgSO4), koji su higroskopni. Čisti natrijev klorid nije higroskopan.
Dobro se otapa u polarnim otapalima kao što su: voda, metanol, etanol i tekući amonijak; a apsolutna vrijednost entalpije otapanja mu je jako mala. Pri otapanju razgrađuje se kristalna rešetka.
U 100g vode pri 50°C otopit će se 39g NaCl-a. Jedna litra morske vode sadrži 10,5 g natrijevih iona i 19,0g kloridnih iona.

Entalpija otapanja natrijeva klorida je vrlo mala (4 kJ mol-1), što pokazuje da se topljivost NaCl-a neće bitno promijeniti povišenjem temperature, za razliku od nekih drugih soli. To je razlog zašto je maseni udio natrijeva klorida u moru stalan, oko 2,8% bez obzira na klimatske uvjete;
NaCl(s) --> (H2O) Na+(aq) + Cl-(aq)
Iako je vodena otopina natrijeva klorida neutralna, ona zbog aktivirajućeg djelovanja kloridnih iona djeluje korozivno (osobito ako sadrži kisik iz zraka).
U litri morske vode ima 10,6g natrijevih i 0,38g kalijevih iona. Budući da je maseni udio natrija i kalija u Zemljinoj kori gotovo jednak, velika se razlika njihovih koncentracija u morskoj vodi može protumačiti time što biljke iz voda koje prodiru u tlo vežu pretežito kalijeve ione.

Neophodan je u ljudskoj i životinjskoj prehrani i zato svakodnevno valja u organizam unijeti određenu količinu soli. U živom je organizmu važan odnos koncentracije (Na+) izvan stanice (Na-K pumpa). Ako se ravnoteža tih iona poremeti, dolazi do poremećaja rada srca, metabolizma ugljikohidrata te podražljivosti i kontrakcije mišića.

Potreban je i nekim biljkama koje rastu na obalama mora (halofiti).

## Proizvodnja
Natrijev klorid se može sintetizirati po reakciji:
2 Na + 2 HCl → 2 NaCl + H2
, a može se izlučiti iz prirodnih izvora kao što su more, slana jezera, dubinske naslage slane vode, ili se kopa kao mineral.
Kuhinjska sol se dobiva iz morske vode (velike količine se nalaze otopljene u moru (prosječno je w(NaCl) = 2,7%), i iz velikih debelih naslaga kao kamena sol, kao ostatak prapovijesnih mora koja su se isušila u prošlim geološkim periodima.
Iz prirodnih se nalazišta dobiva kopanjem i vađenjem iz rudnika kamene soli, crpljenjem, koncentriranjem i uparavanjem slane vode iz podzemnih naslaga i uparavanjem morske vode u plitkim bazenima.
Iz prirodnih nalazišta natrijev klorid se dobiva na tri načina:
a) Rudarskim kopanjem dobivaju se blokovi soli koji se otapaju za industrijske potrebe, ili se drobe i melju za prehranu. Takva kamena sol obično je vrlo čista i sadrži samo tragove magnezija.
b) Naslage kamene soli otpaju se u vodi do zasićenja. Slana voda se crpi i uparava. Sol kristalizira u obliku vrlo sitnih kristala (varena sol). Na taj način dobiva se sol u Tuzli u Bosni i Hercegovini. I ova sol je poprilično čista, ali ipak sadrži više nečistoća (osobito magnezija) od kamene soli.
c) Uparavanjem morske vode (Nin, Pag, Ston). Kako je morska voda bogata natrijevim kloridom, sol se dobiva i uparavanjem (u toplim krajevima) ili smrzavanjem (u hladnim krajevima) morske vode u plitkim bazenima.

Morska sol je najmanje čista i sadrži prilično magnezija (w(MgO) = 0,5 do 1,2%). Količina magnezija u morskoj soli ovisi o načinu kristalizacije. Ako se kristalizira iz manje koncentriranih otopina (26°Be ~ 1,219g cm-3), sol sadrži vrlo malo magnezija. Osim toga je važno da li se sol skuplja svakoga dana (Piran) ili jednom godišnje (Ulcinj). Kod svakodnevne berbe sadržaj magnezijevih spojeva u natrijevu kloridu je maksimalan (w(MgO) = 1,5%). Takva sol je gorka i vrlo higroskopna. Velike količine soli troše se ua ljudsku i stočnu hranu. Za ljudsku hranu obično je potrebno sol prethodno jodirati. Natrijev klorid kristalizira u strukturi teseralnog sistema.

## Uporaba
Natrijev klorid je komercijalno najvažniji spoj natrija, te je bazna ili osnovna sirovina kemijske industrije jer se iz njega, izravno ili neizravno dobivaju svi drugi natrijevi spojevi, te klor (i klorovodična kiselina).

Primjenjuje se u industriji kože, tekstila, papira, sapuna, porculana, stakla, itd.

U prehrani se natrijev klorid rabi kao gotovo neizostavan začin jela, te u prehrambenoj industriji za konzerviranje hrane. Oko 7% svjetske proizvodnje potroši se u ljudskoj (kuhinjska sol) i životinjskoj prehrani.

U medicini se koristi kao fiziološka otopina (w(NaCl) = 0,9%) za ispiranje rana i za infuziju.

Osim u prehrambenoj industriji velike količine natrijeva klorida rabe se zimi za posipanje cesta protiv poledice, radi snižavanja tališta ledu i snijegu, jer smjesa soli i vode ima ledište niže od 0°C.
Osim klasične uporabe, kao glavni sastojak kuhinjske soli, ima široku uporabu u kemijskoj industriji. Koristi se za dobivanje klora, natrija, natrijevog hidroksida, natrijevog hipoklorita, klorovodične kiseline, natrijevog sulfata, u proizvodnji papira, tekstilnoj industriji, proizvodnji sapuna i detergenata, kao konzervans, za posipanje smrznutih prometnica, itd.
Elektrolizom njegove otopine u tzv. kloralkalnoj elektrolizi, ovisno o uvjetima u elektrolitskoj ćeliji, moguće je dobiti niz spojeva.
Osnovna reakcija glasi:
2 Cl- + 2 H2O → Cl2(g) + H2(g) + 2 OH-
U elektrolitskoj ćeliji ostaju natrijevi kationi, koji s hidroksidnima daju natrijevu lužinu.
Elektrolizom taline u Downovoj ćeliji dobivaju se elementarni natrij i klor.